# 八百客
八百客成立于2004年6月，是中国主要云计算厂商之一，主要产品是SaaS模式在线CRM，,及其在线开发平台产品。

## 历史
八百客于2006年2月推出了首个中文PaaS（Platform-as-a-Service:平台即服务）在线企业管理系统平台800APP，用户可以不用使用任何计算机编程语言，根据自己的需求，在800APP平台上在线开发并运行管理系统模块和业务逻辑。继2009年推出企业套件后，2010年八百客推出企业云计算应用商店。
目前，八百客注册帐户总数量超过50万，正式用户超过10000。
八百客于2008年融资成功，获得美国Sierra Ventures和常春藤资本的风险投资，成为中国第一家获得风险投资的SaaS企业。